# St. Maria (Lindewerra)

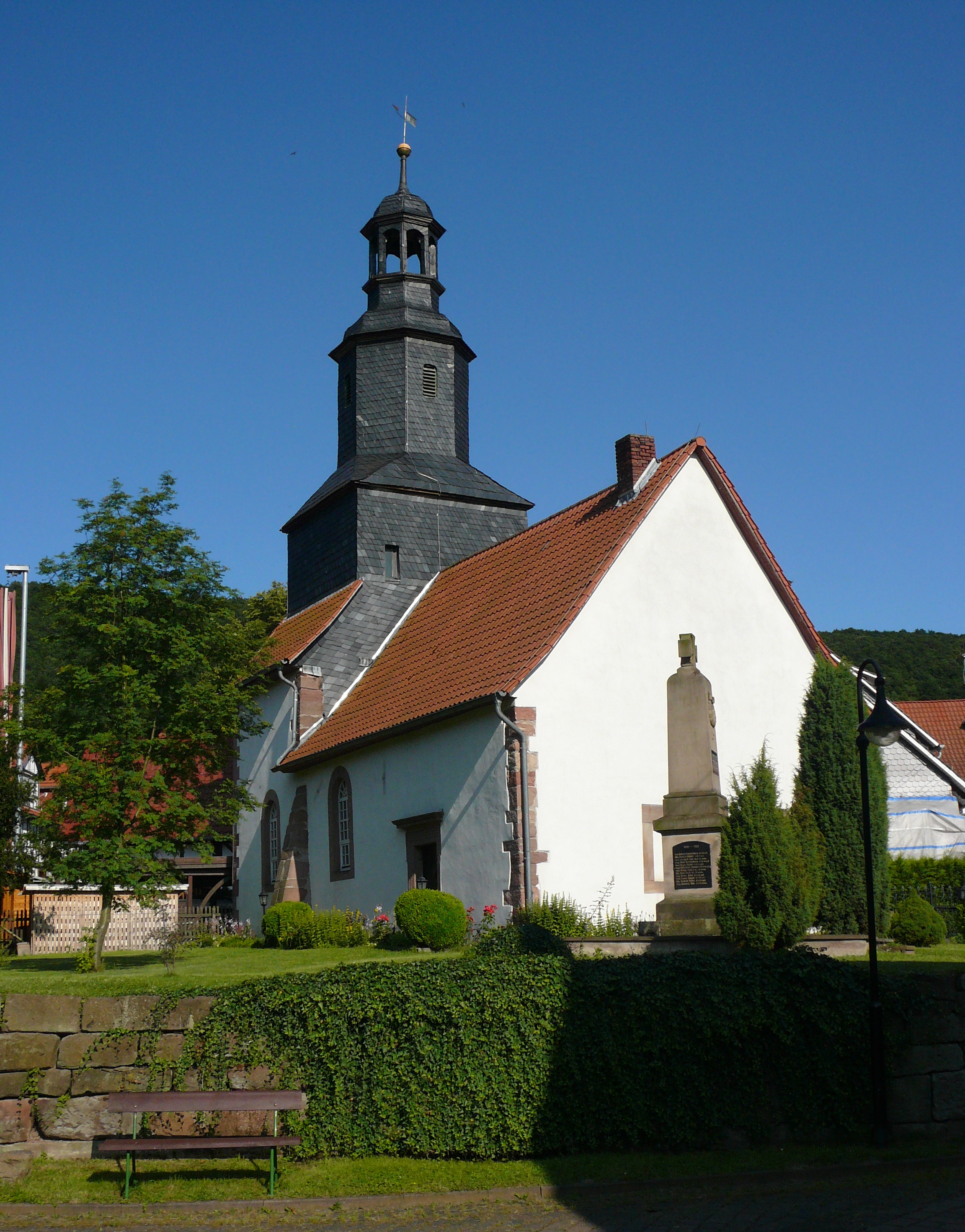
St. Maria

Die evangelisch-lutherische, denkmalgeschützte Kirche St. Maria steht in Lindewerra, einer Gemeinde in der Verwaltungsgemeinschaft Hanstein-Rusteberg im thüringischen Landkreis Eichsfeld. Die Kirchengemeinde Lindewerra gehört zum Pfarrbereich Wahlhausen im Kirchenkreis Mühlhausen der Evangelischen Kirche in Mitteldeutschland.

## Beschreibung
Die einfache verputzte Saalkirche wurde 1738 gebaut, der Aufsatz des Chorturms aber erst 1789 vollendet. Das Langhaus ist mit einem Satteldach bedeckt. Es schließt bündig mit dem angegliederten Chorturm, der über die Dachtraufe des Kirchenschiffs geführt ist. Die schiefergedeckte Haube ist von einer offenen Laterne mit Turmkugel bekrönt. Zwischen dem Chorturm und dem Langhaus sind Strebepfeiler.
Der einheitliche Innenraum hat keinen abgesetzten Chorbereich. Er ist mit einer Kappendecke überspannt. Auf der Empore im Westen steht die barocke Orgel. Sie hat 11 Register, verteilt auf ein Manual und ein Pedal, und wurde um 1770 von Johann Justus Hansen gebaut und von Karl Brode & Sohn restauriert. Im Chor befindet sich ein spätgotischer geschnitzter Flügelaltar aus dem frühen 16. Jahrhundert, der 1994 restauriert wurde. Im Schrein ist die Marienkrönung dargestellt. Zu beiden Seiten, auf separaten Postamenten, befinden sich Reliefs mit der heiligen Margareta und der heiligen Dorothea. Auf den Flügeln ist links das Figurenpaar der heiligen Katharina und der heiligen Barbara zu sehen, rechts sind der heilige Cyriakus und Maria Magdalena zu sehen. Die Außenflügel sind mit der Verkündigung des Herrn sowie der Anna selbdritt bemalt. Die Kanzel stammt von 1639.